# Mimi Coertse

Mimi Coertse

Mimi Coertse (Durban, 12 juni 1932) is een Zuid-Afrikaanse sopraan. Ze staat bekend om haar interpretatie van Afrikaanse kunstliederen.

## Vroeger leven
Maria Sophia Coertse werd geboren in Durban, Natal. Ze studeerde af aan de Helpmekaar Girls' High School in Johannesburg. In 1949 begon ze haar stemtraining in Zuid-Afrika. In juli 1953 trouwde ze met componist Dawid Engela. In september 1953 verruilde ze Zuid-Afrika voor Londen, later reisde ze naar Den Haag en uiteindelijk naar Wenen. Ze begon haar opleiding bij Maria Hittorff en Josef Witt in januari 1954.

## Operacarrière
Coertse debuteerde in januari 1955 als het Eerste Bloemenmeisje in Richard Wagners Parsifal in het Teatro San Carlo in Napels, begeleid door Karl Böhm. Ze zong ook in Bazel in het Teatro San Carlo. Op 17 maart 1956 maakte ze haar debuut bij de Weense Staatsopera als Koningin van de Nacht in De Toverfluit van Mozart en bleef tot 1978 bij de Weense Staatsopera. Haar debuut in Covent Garden was in 1956, in dezelfde rol. Uiteindelijk vertolkte ze deze rol meer dan 500 keer in vier talen (Duits, Engels, Frans en Italiaans).
In de jaren zestig trad ze ook vaak op in andere Europese operacentra. In 1966 kende de Oostenrijkse regering haar de titel Kämmersangerin toe.

## Latere jaren
In 1973 keerde ze terug naar Zuid-Afrika, waar ze regelmatig optrad voor de toenmalige regionale raden, terwijl ze tot 1978 ook contractuele verplichtingen in Wenen nakwam. Ze was een vaste gast op Zuid-Afrikaanse podia en ook een vaste presentator op radio en televisie.
In 1996 werd ze door het Oostenrijkse federale ministerie van Wetenschap en Kunst geëerd met het gouden Österreichisches Ehrenkreuz, de hoogste onderscheiding die een kunstenaar in dat land kan krijgen. In hetzelfde werkjaar bracht ze met Nathaniel The Diva Divine uit. In 1998 ontving ze een eredoctoraat van de Universiteit van Pretoria en in 2013 van Unisa.
Ze richtte zich ook op het aanwijzen en trainen van jonge Zuid-Afrikaanse zangers. In 1998 richtten Mimi Coertse en Neels Hansen het Black Tie Ensemble op, een ontwikkelingsproject dat jonge, klassiek geschoolde zangers de kans biedt om een brug te slaan tussen hun opleiding en een professionele uitvoering.

## Onderscheidingen en prijzen
1961: Medalje van Eer van de Suid-Afrikaanse Akademie vir Wetenskap en Kuns.
1966: De prestigieuze titel van "Kammersängerin" van de Oostenrijkse regering.
1985: Ze ontvangt de Decoratie voor "Verdienstelijke Diensten" in Zuid-Afrika als erkenning voor haar bijdrage aan de kunsten.
Augustus 1996: de "Oesterreichische Ehrenkreuz für Wissenschaft und Kunst".
1998: Ze ontvangt een D. Phil. van de Universiteit van Pretoria, Zuid-Afrika.
2002: Ze ontvangt de gouden "Rathausmann" uit handen van de burgemeester van Wenen, Dr. Michael Häupl.
2004: Ze behaalt een 94e plaats in de SABC3's stemming om de 100 grootste Zuid-Afrikanen aller tijden te bepalen.
2008: Het Mimi Coertse Museum voor Afrikaans wordt geopend in het Huis voor Afrikaanse Poëzie in Capital Park, Pretoria.
2012: 1 juli - 30 september: Speciale tentoonstelling in het Staatsoperamuseum, Wenen: Mimi Coertse, een Weense vrouw uit Zuid-Afrika.

## Repertoire
Naast haar Afrikaanse kunstliederen heeft ze de volgende opera's uitgevoerd:
- De toverfluit ( Wolfgang Amadeus Mozart ) - Koningin van de Nacht
- Il Seraglio ( Wolfgang Amadeus Mozart ) - Constance
- Ariadne op Naxos ( Richard Strauss ) - Najade, later Zerbinetta
- Rigoletto ( Giuseppe Verdi ) - Gilda
- Les contes d'Hoffmann (Jacques Offenbach) - Olympia, Antonia, Giulietta, Stella
- Palestrina (Hans Pfitzner) - de engel
- Carmen ( Georges Bizet ) - Frasquita
- Martha (Friedrich von Flotow) - Martha
- Mignon (Ambroise Thomas) - Philine
- La traviata ( Giuseppe Verdi ) - Violetta
- An Irish Legend (Werner Egk) - zangeres
- L'incontro improvviso ( Joseph Haydn ) - zangeres
- I Pagliacci (Ruggero Leoncavallo) - Nedda
- Arabella ( Richard Strauss ) - Fiaker-Milli
- Bastien und Bastienne ( Wolfgang Amadeus Mozart ) - Bastienne
- De vrolijke weduwe (Franz Lehár) - Hanna Glawari
- Lucia di Lammermoor (Gaetano Donizetti) - Lucia
- De vleermuis (Johann Strauss II) - Rosalinde
- Het Spaanse Uur ( Maurice Ravel ) - Concepcion
- Don Giovanni ( Wolfgang Amadeus Mozart ) - Donna Elvira
- La Bohème ( Giacomo Puccini ) - Musetta
- Norma (Vincenzo Bellini) - Norma
- Così fan tutte ( Wolfgang Amadeus Mozart ) - Fiordiligi
- Falstaff ( Giuseppe Verdi ) - Mevr. Alice Ford
- Turandot ( Giacomo Puccini ) - Liu, een jonge slavin
- Angelique (Jacques Ibert) - Angelique
- Don Giovanni ( Wolfgang Amadeus Mozart ) - Donna Anna
- De stille vrouw ( Richard Strauss ) - Aminta, Tímida
- De Egyptische Helena ( Richard Strauss ) - Aithra
- Daphne ( Richard Strauss ) - Daphne
- Don Carlos ( Giuseppe Verdi ) - Elisabeth von Valois